# Tylkowo (Varmia y Masuria)
Tylkowo [pronunciación en polaco: /tɨlˈkɔvɔ/] (en alemán: Scheufelsdorf) es un pueblo ubicado en el distrito administrativo de Gmina Pasym, dentro del Condado de Szczytno, Voivodato de Varmia y Masuria, en Polonia del norte.
Se encuentra aproximadamente a 2 kilómetros al oeste de Pasym, a 18 kilómetros al noroeste de Szczytno, y a 23 kilómetros al sureste de la capital regional Olsztyn.
El pueblo tiene una población de 560 habitantes.